# 勇者の会
特定非営利活動法人 勇者の会（ゆうしゃのかい）は、2017年に北海道札幌市で設立された日本の特定非営利活動法人 (NPO)。
小児がんと重い病気を抱える子どもたちとその家族を支援することを目的としており、団体理念として「小児がんとその家族が最も必要としている”真新しい”居場所を」を掲げている。
設立者は、自身の息子が小児がんを患った経験から当団体を立ち上げた。2022年時点での報道によると、主な活動内容は、患者や患者のきょうだいに対する学習サポートや、講演活動である。また、北海道情報大学と連携し、プロジェクションマッピングなどを通して小児がん患者の支援を行う。将来的には、ファミリーハウスの設立を目標に掲げている。